# Cranaus cinnamomeus
Cranaus cinnamomeus is een hooiwagen uit de familie Cranaidae.